# Plage de Mónsul
La plage de Mónsul (en espagnol : Playa de Mónsul), également connue sous le nom de crique de Mónsul (en espagnol : Ensenada de Mónsul), est une plage située à 4 km au sud-ouest de la commune de San José sur la côte de la province d'Almería au sud-est de l'Andalousie, Espagne. C'est l'une des plages les plus célèbres et reconnaissables d'Espagne et une zone de loisirs populaire.

## Description
La plage de Mónsul mesure 300 m de long et 45 m de large avec un rocher distinctif au milieu de la plage. Il est situé dans le parc naturel de Cabo de Gata-Níjar, la dernière zone presque préservée de la côte méditerranéenne andalouse. La plage est entourée par la Sierra del Cabo de Gata (montagnes de Cabo de Gata), située principalement dans le parc naturel. Le Pico de los Frailes (Pic des Frères), haut de 493 m, qui est le plus haut sommet de la Sierra del Cabo de Gata, est visible depuis la plage. La plage est constituée principalement des roches volcaniques sombres et de sable, comme le reste de la chaîne de montagnes d'origine volcanique qui couvre la majeure partie du parc naturel. En raison du climat désertique, la région n'a qu'une végétation clairsemée.
En raison de son éloignement relatif et de sa topographie difficile[Interprétation personnelle ?], la région a été épargnée par le développement touristique. Un mouvement écologiste a été actif à un stade précoce, qui a réussi à empêcher en 1984 un projet de développement sur la plage de Mónsul. Avec la création du parc naturel de Cabo de Gata-Níjar le 5 décembre 1989, l'ensemble de la zone est devenu protégé et tout développement interdit.

## Films
Une scène d'Indiana Jones et la Dernière Croisade (1989) a été tournée sur cette plage, dans laquelle Henry Jones Sr. (joué par Sean Connery) a provoqué le crash d'un avion de combat de la Luftwaffe en effrayant un troupeau de mouettes avec un parapluie,.
D'autres films tournés sur la plage sont Antoine et Cléopâtre (1972), L'histoire sans fin (1984), Les Aventures du baron de Münchausen (1988) et Parle avec elle (2002).